# 陕西省司法厅
陕西省司法厅是陕西省人民政府的组成部门、主管陕西省司法行政工作的省级司法行政机关。